# Taraxacum laciniosifrons
Taraxacum laciniosifrons — вид квіткових рослин з родини айстрових (Asteraceae). Вид зростає в Європі: Естонія, Латвія, Литва, Бельгія, Данія, Фінляндія, Німеччина, Велика Британія, Ірландія, Нідерланди, північноєвропейська Росія, Норвегія, Польща, Швеція, Швейцарія; це багаторічна рослина помірних біомів.

## Середовище
Населяє пустирі, доріжки та тротуари, узбіччя та сади.

## Опис
T. laciniosifrons має червоні черешки з широкими зеленими крилами. Вузько видовжене різнолисте листя запушене і має приблизно шість досить коротких, загострених і зубчастих різноспрямованих бічних часток. Досить довгі та вузькі зовнішні приквітки дугоподібно загнуті. Квіткова голова досить мала, з рожево-сірими язичковими смугами.